# Blindvorspiel
Ein Blindvorspiel ist ein Verfahren, bei dem Musiker vorspielen, ohne dass die Jury sie sehen kann. Es wird häufig von Orchestern verwendet, um sicherzustellen, dass die Auswahl der Musiker ausschließlich auf musikalischer Leistung und nicht auf persönlichen oder äußerlichen Faktoren (z. B. Geschlecht, Alter oder Herkunft) basiert.
Das Ziel ist es, eine objektive und faire Auswahl zu treffen. Insbesondere in der Vergangenheit wurde das Verfahren eingeführt, um Diskriminierung zu vermeiden (z. B. Frauen hatten es früher schwerer, Positionen in Orchestern zu erhalten). Studien haben gezeigt, dass Blindvorspiele helfen, die Chancengleichheit zu sichern.
Man stellt Trennwände oder Vorhänge zwischen den Musikern und der Jury auf, sodass die Jury die Person nicht sehen kann, sie treten außerdem nicht unter ihrem Namen auf, sondern werden durch eine Nummer identifiziert.
Die Kandidaten spielen die vorgegebenen Passagen, die vom Orchester vorab festgelegt wurden, um Technik, Ausdruck und musikalische Interpretation zu bewerten.